# 景泰帝
景泰帝（けいたいてい）は、明の第7代皇帝。諱は祁鈺（きぎょく）（鈺は金偏+玉）。諡号は符天建道恭仁康定隆文布武顕徳崇孝景皇帝（しばしば景帝と略される）。廟号は代宗。日本では治世中の元号から一般的に景泰帝と称されている。

## 生涯
宣徳帝の次子として生まれる。兄・英宗の初次目即位後、郕王に封じられる。土木の変で英宗がオイラトに囚われると、北方の脅威を感じた群臣により南京遷都論が出されたが、兵部侍郎（軍事次官）の于謙が、南遷後に滅亡した南宋を例示し南遷論を排除すると共に、北京にて皇太后孫氏の命により祁鈺が、まず監国に、次いで皇帝に即位した。
景泰帝は土木の変における最大の責任者である王振一族を粛清、財産を没収した。そして新たに于謙を登用し、オイラトによる包囲から北京を防衛している。オイラトのエセンも今回の北京攻撃は明朝に対し朝貢貿易の優遇を求めた結果であり、包囲の長期化による経済的負担を考慮して明朝との講和が成立した。講和により英宗も送還されたが、景泰帝は英宗を軟禁し太上皇（上皇）の尊号を与えつつ政治権力を剥奪すると共に、英宗の息子である成化帝を立太子するなどの懐柔策を提示している。
土木の変以降の景泰帝は于謙を中心に、北防体制を建て直しを行っている。また一度は成化帝を立太子した景泰帝であったが、自らの嫡子への皇統継承を画策し、景泰3年（1452年）に息子の朱見済を立太子した。この廃立を巡り反対派の朝臣を宥和するため金を下賜したことより、後に「臣下に賄賂を贈る皇帝」と嘲笑の対象とされた。
このようにして立太子された朱見済であるが、翌年に薨去している。また景泰帝自身も景泰8年（1457年）に病臥し、朝臣より後継者の決定を促す奏上がなされるが、朱見済に嫡子のいなかった景泰帝は後継者指名を行わずにいた。この状況に、英宗に近い石亨、徐有貞、曹吉祥らは英宗の復辟を画策し、英宗を軟禁されている宮殿から脱出させ、病床の景泰帝は抵抗することなく英宗が重祚した（奪門の変）。帝位を追われた景泰帝は間もなく崩御したが、暗殺されたとする説もある。享年30。
崩御後は歴代皇帝の陵墓群が位置する天寿山（いわゆる明の十三陵がある地区）ではなく、頤和園西部の玉泉山の北方、金山の貴族陵墓地に埋葬された。英宗は殉葬の習慣に反対していたが、景泰帝に対する憎しみから、最後の殉葬として唐氏（景泰帝の寵妃）を殉死させた。景泰帝の死後すぐには悪い意味の諡号・戻王が贈られた。明実録では廃帝と呼ばれている。
成化帝の代になって恭仁康定景皇帝という簡易な諡号が贈られた。他の明朝皇帝同様に長い諡となった符天建道恭仁康定隆文布武顕徳崇孝景皇帝の号、および廟号の代宗は、南明によって弘光元年（1645年）に贈られている（清ではこの改諡を認めず、恭仁康定景皇帝の諡号を用い続けた）。

## 宗室

### 后妃
- 孝淵景皇后汪氏（廃后）
- 粛孝皇后杭氏
- 皇貴妃唐氏（殉葬）
- 李惜児

### 男子
- 懐献太子 朱見済（中国語版） - 母は粛孝皇后杭氏。夭折。

### 女子
- 固安公主（英宗の復辟により郡主に降格） - 母は皇后汪氏。王憲に降嫁した。
- 公主（英宗の復辟により郡主に降格） - 母は皇后汪氏。在家修行。

## 登場作品
テレビドラマ
- 王の後宮（2013年、中国、演：張雷）
- 女医明妃伝〜雪の日の誓い〜（2016年、中国、演：ホアン・シュエン）
- 大明皇妃 -Empress of the Ming-（2019年、中国、演：リー・シンリャン）
- 成化十四年〜都に咲く秘密〜（2020年、中国、演：李泰延）